# Bruno Fracchia
Bruno Fracchia (Alessandria, 5 maggio 1926 – Roma, 2 febbraio 2017) è stato un politico italiano.

## Biografia
Esponente del Partito Comunista Italiano, dal 1963 al 1972 è consigliere comunale ad Alessandria..
Nel 1972 viene eletto alla Camera dei deputati nelle file del PCI. Conferma il proprio seggio a Montecitorio anche dopo le elezioni politiche del 1976, del 1979, del 1983 e del 1987. Dopo lo scioglimento del PCI, aderisce nel 1991 al Partito Democratico della Sinistra. Termina il proprio incarico parlamentare nel 1992.